# Messimy-sur-Saône
Messimy-sur-Saône település Franciaországban, Ain megyében. Lakosainak száma 1312 fő (2022. január 1.). Messimy-sur-Saône Chaleins, Fareins, Lurcy és Saint-Georges-de-Reneins községekkel határos.

## Népesség
A település népességének változása:
| Lakosok száma | 346  | 619  | 827  | 1100 | 1218 | 1218 | 1224 | 1253 | 1262 | 1312 |
|               | 1968 | 1982 | 1990 | 2006 | 2013 | 2015 | 2017 | 2019 | 2020 | 2022 |